# مکبث، پادشاه اسکاتلند
مکبث (انگلیسی: Macbeth, King of Scotland؛ c. 1005 – ۱۵ اوت ۱۰۵۷) پادشاه اسکاتلند بود. او ابتدا سردار نبرد با نروژی‌ها و حاکم خطه گلامیس بود که با پیروزی در نبرد با نروژ از طرف شاه دانکن، شاه اسکاتلند، حاکم خطه کادور و سومین ولیعهد بعد از پسران شاه، ملکوم و دونالبین شد. مکبث به تحریک همسرش شاه دنکان را در خواب کشته ، خود بر تخت سلطنت اسکاتلند نشسته و اتگشت اتهام قتل را به سوی پسران شاه قرار داد. دونالبین به ایرلند رفته و ملکوم به لندن، پیش ادوارد خستو پادشاه انگلستان رفته و با کمک شاه انگلیس و سرداران شورشی مکبث از جمله مکدف، مکبث و سپاهش را در نبرد دنسی نین شکست داد و کشت و بر تخت سلطنت نشست.